# Arnaldo Baptista
Arnaldo Dias Baptista (São Paulo, 6 de julio de 1948) es un cantautor y compositor brasileño, más conocido por su trabajo con la banda Os Mutantes.
Su carrera musical se inicia el año 1962 cuando forma junto a su hermano Cláudio César el grupo musical The Thunders. En 1966 junto a su otro hermano Sérgio Dias y la cantante Rita Lee forman el grupo Six Sides Rockers, que conformaría posteriormente la base del grupo Os Mutantes. Dentro de este conjunto desenvuelve sus talentos como compositor y para realizar arreglos musicales. Pese a sus dotes, los problemas internos del grupo y su adicción a las drogas lo llevan a separarse de la banda en 1973. Trata de continuar trabajando como productor musical, pero en 1974 estrena la carrera de solista, al editar su disco "Loki?", considerado por muchos como su mejor trabajo.
En 1977 rechaza la invitación de su hermano Sérgio para regresar a Os Mutantes, pasando él a conformar el grupo Patrulha do Espaço (Patrulla del Espacio). El nuevo proyecto termina rápidamente para Arnaldo, pese a la grabación de un disco de estudio que sería lanzado al mercado diez años después, con el nombre de Elo Perdido, al igual que una grabación en vivo de un show de su banda (Faremos Uma Noitada Excelente). Baptista deja la "Patrulha" en 1978, la que continúa en el underground del rock brasileño.
En el año 1982, Baptista publica otro disco en su carrera, llamado Singin' Alone, grabación muy lisérgica, desesperada, decepcionada, en la cual nace un rock profundamente experimental que establece nuevos patrones estéticos. El mismo año es internado en un hospital psiquiátrico debido a su comportamiento agresivo relacionado con su abuso de drogas. Durante su internación Arnaldo realiza un intento de suicidio que lo llevaría a pasar cuatro meses y once días en coma, por lanzarse de una ventana desde el tercer piso. Pese a su crítica condición, sobrevive de una seria fractura en el cráneo que le dejaría profundas secuelas permanentes. 
Después de salir de su estado, continúa dedicado a la música, aunque más en consideración por su valor terapéutico que el musical. En 1986 es contratado por el sello Virgin para el relanzamiento de su álbum Singin’ Alone, aprovechando la ocasión para regrabar el clásico de Os Mutantes “Balada do Louco”, que fue lanzada como un bonus-track. En el 2004 lanzó su último trabajo como solista, con el disco Let it Band, producido por John Ulloa de la banda Pato Fu. 
En el año 2006 se produce el reencuentro de Os Mutantes, cuando realizan un concierto en el Barbican Theatre de Londres. Después de 33 años de su salida de la banda y 30 del fin del grupo, Baptista junto a su hermano Sérgio Dias y el baterista Dinho Leme tocaron sus clásicas melodías, mientras que su exesposa Rita Lee (con la que estuvo casado entre 1971 y 1977) se excusó cortésmente de participar. En reemplazo de Lee participó la joven Zélia Duncan.
Desde inicios de la década de 1990 habita en la localidad de Juiz de Fora, en el estado de Minas Gerais, con su actual esposa Lucinha Barbosa, mientras dedica el tiempo a pintar, componer y tocar música. A partir del reencuentro con su antigua banda, la que es considerada por varios de importancia histórica para el rock brasileño, la carrera de Baptista pasa a tener nuevas perspectivas.

## Discografía
Os Mutantes
- 1968 Os Mutantes
- 1968 Tropicália: ou Panis et Circenses (con Gilberto Gil, Caetano Veloso, Tom Zé, Nara Leão y Gal Costa)
- 1969 Mutantes
- 1970 A Divina Comédia ou Ando Meio Desligado
- 1971 Jardim Elétrico
- 1972 Mutantes e Seus Cometas no País do Baurets
- 1974 Tudo Foi Feito Pelo Sol
- 1976 Mutantes Ao Vivo
- 1992 O A e o Z (grabado en 1973)
- 2000 Tecnicolor (grabado en 1970)
- 2006 Barbican Theater, Londres 2006

Patrulha do Espaço
- 1988 Elo Perdido (grabado en 1977)
- 1988 Faremos uma Noitada Excelente (grabado en 1978)

Solo
- 1974 Lóki
- 1982 Singin’ Alone
- 1987 Disco Voador
- 2004 Let it Bed

Discos tributo
- 1989 Sanguinho Novo
- 1995 Onde é Que Está O Meu Rock and Roll?